# کانتکت ایر
کانتکت ایر (انگلیسی: Contact Air) شرکت هواپیمایی آلمانی است، که در سال ۱۹۷۴ تأسیس شد.